# Мозжерин, Василий Иванович
 Мозжерин Василий Иванович  (12 июля 1926, д. Ишембет — 20 апреля 2008, Уфа) — зоогигиенист, член-корреспондент АН РБ (1991), доктор ветеринарных наук, профессор БГАУ, участник Великой Отечественной войны (1943—1945). Заслуженный деятель науки БАССР (1976).

## Биография
Мозжерин Василий Иванович родился 12 июля 1926 года в д. Ишембет Уфимского кантона БАССР, ныне Нуримановского района РБ .
Учился в Башкирском сельскохозяйственном институте. Там же работал преподавателем с 1956 года.
Мозжерин проводил работы по изучению биологического действия искусственной аэроионизации на организм свиней и внедрил аэроионизацию на фермах и животноводческих комплексах Башкортостана (совхозы «Карламан» и «Рощинский») .
Член-корреспондент АН РБ (1991), он состоял в Отделении (секторе) сельскохозяйственных наук АН РБ.
Скончался в Уфе 20 апреля 2008 года.

## Труды
Физиологические и зоогигиенические основы аэроионизации //Сб. докладов 4-го Междунар. конгресса по зоогигиене. В. Татры (ЧССР), 1982;
Гигиена сельскохозяйственных животных: Кн. 1, 2. М., 1991 (соавт.).

## Награды
Орден «Знак Почета» (1971), Отечественной войны 1-й степени (1985).